# 阿道夫·希特勒的政治觀點

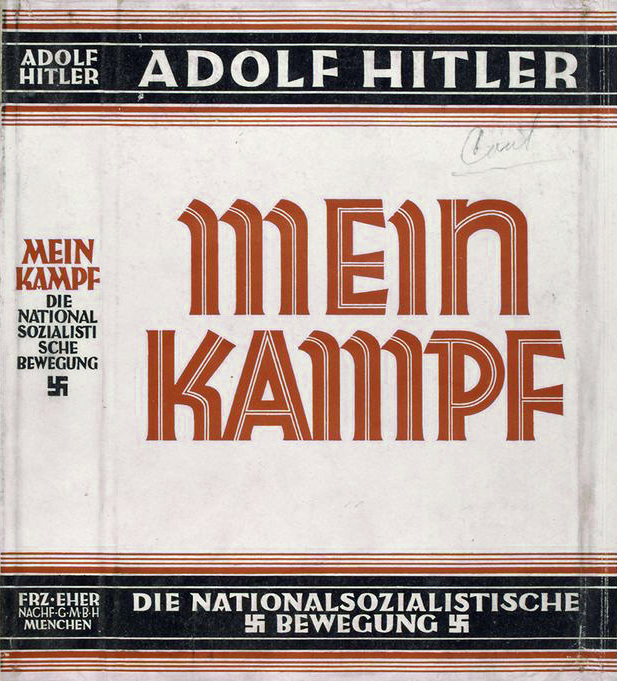
希特勒在1925年出版的《我的奮鬥》中就描述了他的政治關點

1933年至1945年間德國元首阿道夫·希特勒的政治觀點給歷史學家和傳記作者帶來了一些困難。儘管有一些穩定的主題，但他的作品和方法經常適應需要和環境，包括反猶太主義、反共產主義、反議會主義、德國的生存空間、相信雅利安種族的優越性和德國民族主義的一種極端形式。希特勒個人聲稱他正在與“猶太馬克思主義”作鬥爭。
希特勒的政治觀點形成於三個時期，即
1. 他在第一次世界大戰前在維也納和慕尼黑的貧困青年時期，出於對主流的不信任而轉向民族主義的政治小冊子和反猶太主義報紙報紙和政黨；
2. 第一次世界大戰的最後幾個月，德國輸掉了戰爭，據說希特勒在此期間發展了他的極端民族主義，希望從他認為背叛德國的外部和內部敵人中拯救德國；
3. 1920年代，在此期間他開始了早期的政治生涯，並撰寫了《我的奮鬥》。

希特勒於1925年4月7日正式放棄奧地利公民身份，但直到將近七年後的1932年才獲得德國公民身份；從而允許他競選公職。希特勒受到貝尼托·墨索里尼的影響，墨索里尼在他的“向羅馬進軍”之後於1922年10月被任命為意大利總理。在許多方面，希特勒體現了弗里德里希·梅尼克所提到的“政治生活中的人格力量”。他對納粹主義的政治吸引力及其在德國表現的框架至關重要。希特勒的觀點如此重要，以至於它們立即影響了納粹德國的政治政策。他主張领袖原则；該原則依賴於所有下屬對上級的絕對服從。希特勒將黨的結構和後來的政府結構視為一個金字塔，而他自己——絕對可靠的領導人——處於頂端。
希特勒堅信“意志”的力量對決定一個國家的政治路線具有決定性意義，並據此合理化了他的行動。鑑於希特勒被任命為“德意志帝國的終身領袖”，他“體現了國家的最高權力，作為德國人民的代表”，“決定德意志帝國的外部形式和結構是他的職責”。為此，希特勒的政治動機包括一種意識形態，該意識形態將傳統的德國和奧地利的反猶太主義與基於社會達爾文主義的零碎混合的理智化的種族學說和弗里德里希的思想——大部分是二手的，只是部分理解的——結合在一起。尼采、亞瑟·叔本華、理查德·瓦格納、休斯頓·斯圖爾特·張伯倫、亞瑟·德·戈比諾和阿爾弗雷德·羅森伯格以及保羅·德拉加德、喬治·索雷爾、阿爾弗雷德·普洛茨等人。